# Алан Пинкертон
Алан Пинкертон (Глазгов, 25. август 1819 — Чикаго, 1. јул 1884) био је амерички детектив шкотског порекла, оснивач најпознатије детективске агенције у Сједињеним Америчким Државама. Са својом агенцијом био је пионир у детективском послу и увео је многе методе које су и данас у употреби.

## Ране године
Алан Пинкертон био је син полицијског наредника. Док је још био дете умро му је отац, оставивши породицу у великом сиромаштву. Чим је стасао запослио се као бачвар и убрзо се прикључио Чартизму, масовном покрету енглеских радника и занатлија за политичку и друштвену реформу. Због политичких активности убрзо је уследио налог за његово хапшење, због чега је 1842. године био принуђен да са супругом емигрира у Сједињене Америчке Државе.

## Долазак у Америку
По доласку у Америку настанио се у Чикагу, али се већ следеће године преселио у оближњи град Данди у округу Кејн, где је отворио сопствену бачварску радњу.

### Оснивање Пинкертонове детективске агенције
Послом детектива почео је да се бави сасвим случајно. Док је тражио дрва за израду буради у шуми у близини Чикага, наишао је на фалсификаторе. Пратио их је неко време, а онда јавио локалној полицији која их је на крају ухапсила. Након овог и других сличних подухвата 1846. године постављен је за заменика шерифа округа Кејн, а убрзо затим за заменика шерифа округа Кук, са седиштем у Чикагу.
Године 1850. Пинкертон подноси оставку у чикашкој полицији и оснива своју детективску агенцију, у почетку специјализовану за решавање случајева крађе на железници. Пинкертонова детективска агенција убрзо је постала једна од најпознатијих организација ове врсте. Како је била и једна од првих, Пинкертонова детективска агенција је већ на самом почетку имала много посла, у почетку само у округу Чикаго, да би касније клијенти почели да долазе из читаве земље, тражећи услуге новог познатог детектива. Средином 50-их неколико бизнисмена увидело је потребу за већом контролом својих запослених, тако да, фебруара 1855. године Пинкертон потписује неколико уносних уговора са власницима шест железничких компанија са Средњег запада. Разлог за ангажовање приватне агенције уместо редовних полицијских снага била је чињеница да је већина локалних полицијских снага била недовољно попуњена људством и недовољно плаћена, а често и корумпирана, па у таквој ситуацији они нису били спремни да се озбиљније супротставе опасним криминалцима. Ова околност у великој мери је допринела брзом Пинкертоновом успеху.
Алан Пинкертон је изградио своју агенцију око јединствених кодекса. За све његове агенте важила су следећа правила:
- Нема компромиса са криминалцима
- Сарађујте са локалним полицијским службама
- Одбијајте случајеве развода или оне који иницирају скандале
- Не прихватајте новац као награду за свој рад
- Никад не подижите накнаду без претходног знања клијента
- Клијенте упознајте са основним чињеницама у току истраживања
- Нема мита

Пинкертон је био је пионир у детективском послу и увео је многе методе које су и данас у употреби. Развио је систем надзора осумњичених, осмислио идеју тајног агента и био један од првих послодаваца који је запослио жену истражитеља.

### Учешће у Грађанском рату
Када су се 1861. године прошириле гласине о могућем покушаја атентата на Линколна, од Пинкертона је тражено да га прати на путу од Балтимора до Вашингтона. Како би спречио било какве будуће нападаче, Пинкертон је предложио да Линколн одступи од својих оригиналних путних планова и председничка поворка је прошла кроз Балтимору у глуво доба ноћи, непримећено и безбедно, без инцидената. Већ на почетку Америчког грађанског рата Пинкертон стаје на страну Уније под именом E. J. Allen. Абрахам Линколн га поставља на чело тајне службе, али је процес којим се потврђује именовање био успорен због припадника Линколновог кабинета. Ипак, Пинкертонова агенција је била ангажована да се инфилтрира у конфедерацијску војску и прикупи битне информације. Ова тајна служба се сматра претходницом за настанак агенције United States Secret Service.
По окончању грађанског рата Пинкертон се враћа на чело своје детективске агенције, решавајући случајеве пљачки возова све док железница није престала да их ангажује. Од 1873. до 1876. године један од његових детектива, Џејмс МакПарлан, инфилтрирао се међу чланове тајног удружења Моли Мегвајерс у Пенсилванији и успео да прибави доказе који су довели до распада ове наводно терористичке организације. Због овога је Пинкертон, током штрајкова 1877. године био оштро критикован од стране радничких удружења. Бранио се тврдњама да је помагао радницима супротстављеним овом удружењу.
Алан Пинкертон је умро у Чикагу, 1. јула 1884. године. Након његове смрти руковођење Агенцијом преузели су његови синови Вилијам и Роберт.